# Lucio Sassi
Lucio Sassi (Nola, 21 de outubro de 1521 - Roma, 29 de fevereiro de 1604) foi um cardeal do século XVII

## Biografia
Nasceu em Nola em 21 de outubro de 1521. Seu sobrenome também está listado como Sasso e Saxi. De uma nobre família patrícia. Filho de Marco Sasso. Entre os membros da família está Frei Gerardo Sassi, fundador da Ordem de Malta.
Educado na cidade de Nápoles.
Ocupou várias prefeituras do reino de Nápoles. Foi para Roma e tornou-se auditor e conselheiro do cardeal Girolamo Verallo. Prelado papal e referendário do Tribunal da Assinatura Apostólica de Justiça no pontificado do Papa Júlio III. Governador de Fano, 14 de fevereiro de 1561. Tenente do governador de Spoleto, 29 de agosto de 1563. Protonotário apostólico. Governador de Ravenna e vice-legado na Romagna, 1º de setembro de 1565. Governador de Perugia, 18 de fevereiro de 1568 a 13 de março de 1570.
Incardinado na diocese de Roma (não foram encontradas mais informações).
Eleito primeiro bispo de Ripatransone, 3 de outubro de 1571. Consagrado, 7 de outubro de 1571, Roma (nenhuma informação adicional sobre os consagradores encontrada). Renunciou ao governo da diocese antes de 20 de maio de 1575. Vigário da basílica patriarcal de Latrão, 1575. Regente da Penitenciária Apostólica por mais de vinte anos. Referendário dos Tribunais da Assinatura Apostólica, 1581. Datário de Sua Santidade, 1590-1593.
Criado cardeal sacerdote no consistório de 17 de setembro de 1593; recebeu o chapéu vermelho e o título de Ss. Quirico e Giulitta, 11 de outubro de 1593. Prodatário de Sua Santidade, de 1593 até sua morte.
Morreu em Roma em 29 de fevereiro de 1604. Sepultado no lado direito da nave menor, perto da Porta Santa, na basílica patriarcal de Latrão, Roma